# Jerzy Gregołajtys
Jerzy Wiktor Gregołajtys błędnie „Gregołajtis” (ur. 12 września 1911, zm. 27 grudnia 1978 w Londynie) – polski koszykarz, reprezentant Polski. Medalista mistrzostw Europy.
Zawodnik Polonii Warszawa, z którą zdobył wicemistrzostwo Polski w latach 1929, 1930, 1932, 1934, 1935 i 1939 oraz brązowy medal w 1931 i 1933. Ponadto zdobył brązowy medal w mistrzostwach Polski w siatkówce 1938 (również w barwach Polonii).
W reprezentacji Polski w koszykówce zadebiutował w 1935, uczestnicząc w pierwszym oficjalnym meczu tej drużyny – 16 lutego 1935 z Estonią w Tallinnie. W tym samym roku wystąpił podczas Akademickich Mistrzostw Świata w Budapeszcie, zajmując z drużyną drugie miejsce. Rezerwowy podczas Igrzysk Olimpijskich w Berlinie w 1936, nie wystąpił w żadnym spotkaniu. W 1939 zagrał na mistrzostwach Europy, zdobywając z drużyną brązowy medal. Nie wiadomo w ilu meczach wystąpił, w trzech spotkaniach rzucił 21 punktów. Łącznie w reprezentacji Polski zagrał w 24 meczach.
Uczestnik wojny obronnej 1939, służył w 21 pułku piechoty „Dzieci Warszawy”. Wzięty do niewoli, przebywał w oflagu XI B w Braunschweigu, a od 1941 w oflagu II C w Woldenbergu. Zaangażowany w jenieckie życie sportowe. Po zakończeniu II wojny światowej pozostał na emigracji, mieszkał w Wielkiej Brytanii.
Wraz z drużyną Carpathians zdobył w 1947 mistrzostwo Anglii i Walii.
Jego nazwisko błędnie figuruje w literaturze sportowej jako Gregołajtis.